# Вах (город)
Вах (з.-пандж. واہ) — город в пакистанской провинции Пенджаб, расположен в округе Атток. Соединён дорожным сообщением с Пешаваром, Исламабадом и Равалпинди. Быстро растущий промышленный центр.

## История
Согласно легенде, Император Моголов Джахангир совершал путешествие в Кашмир. По дороге его караван остановился у родника в Пенджабе, чтобы утолить жажду. Отметив качество и чистоту воды, Джахангир воскликнул: «Вах!» — и деревня была переименована в честь данного возгласа императора. Изначально деревня называлась «Джалал Сар», в честь сына местного вождя. Известный могольский сад расположен в Вахе, он был сделан по приказу императора Великих Моголов Шах-Джахана в 1645 году.

## Демография
Население города по годам:
| 1961   | 1972    | 1981    | 1998    | 2012    |
| ------ | ------- | ------- | ------- | ------- |
| 37 035 | 107 510 | 122 335 | 198 431 | 256 874 |

## Промышленность
Промышленность в Вахе включает в себя один из крупнейших цементных заводов в Южной Азии, есть заводы по производству боеприпасов, тракторов и сельскохозяйственных орудий.

### Фабрика по производству боеприпасов
Фабрика была построена в 1951 году и оснащена оборудованием из США (это было первое предприятие военной промышленности, начавшее функционировать на территории Пакистана - в декабре 1951 года оружейная мастерская начала ремонт винтовок "Lee Enfield", а в 1955 году здесь была изготовлена первая винтовка "Lee Enfield No. 4 Mk.2"). В 1954 году здесь было создано производство патронов. После присоединения Пакистана к блоку СЕНТО 23 сентября 1955 года были предприняты усилия по стандартизации используемого оружия стран — участников блока СЕНТО с вооружением стран блока НАТО, а также развитию военной промышленности Пакистана. После начала индо-пакистанской войны в августе 1965 года несколько стран мира ввели запрет на продажу и поставки оружия Индии и Пакистану, что увеличило заинтересованность военно-политического руководства Пакистана в развитии в стране военной промышленности. К концу 1967 года здесь было освоено производство взрывчатых веществ (до 1500 тонн динамита в год), пороха, боеприпасов и стрелкового оружия.
Является единственным предприятием военно-промышленного комплекса Пакистана, способным работать в круглосуточном режиме, представляет собой комплекс из 14 производственных предприятий и 12 дочерних предприятий, филиалов и представительств.
Является крупнейшим объектом оборонно-промышленного комплекса Пакистана по производству обычных вооружений и боеприпасов. Находится под контролем пакистанской армии. Оружие с данной фабрики экспортируются в разные регионы мира: в Европу, Азию, Ближний Восток и Южную Америку. Боеприпасы и винтовки были экспортированы также в такие страны, как Ирак и Афганистан. Широкий ассортимент продукции включает в себя различные патроны калибра НАТО, стрелковое оружие, боеприпасы для танков и самолётов, зенитные и артиллерийские боеприпасы, ракеты, тяжелые боеприпасы, пиротехнику; минометные снаряды, ручные гранаты и прочее.
21 августа 2008 года, на фабрику в Вахе было совершено нападение террористов-смертников. В результате атаки погибло 70 сотрудников предприятия и ещё свыше 100 человек получили ранения.